# Dalmatoreicheia maderi
Dalmatoreicheia maderi is een keversoort uit de familie van de loopkevers (Carabidae). De wetenschappelijke naam van de soort is voor het eerst geldig gepubliceerd in 2008 door Bulirsch & Gueorguiev.